# Wilco
Wilco é uma banda de rock alternativo de Chicago, Illinois. A banda foi formada em 1994 pelos membros restantes do grupo country alternativo Uncle Tupelo. A formação de Wilco mudou frequentemente, com apenas o cantor Jeff Tweedy e o baixista John Stirratt remanescentes da formação original. Os outros membros atuais são o guitarrista Nels Cline, multi-instrumentalistas Pat Sansone e Mikael Jorgensen e o baterista Glenn Kotche. Wilco lançou sete álbuns de estúdio, um álbum ao vivo duplo e três colaborações: duas com Billy Bragg, e uma com The Minus 5.
A música do grupo teve como inspiração uma grande variedade de artistas e estilos, incluindo Bill Fay e a banda Television, e tornou-se influência para algumas bandas de rock alternativo. A banda continuou com o estilo musical de Uncle Tupelo em seu primeiro álbum, A.M. (1995), introduzindo posteriormente elementos experimentais, como o rock alternativo e o classic pop.
Wilco ganhou a atenção da mídia com seu quarto álbum, Yankee Hotel Foxtrot (2002), e a polêmica em torno dele. Após terminadas as gravações, a gravadora Reprise Records rejeitou o álbum e terminou o contrato da banda com a gravadora. Como parte de um contrato buyout, a gravadora Reprise cedeu os direitos do álbum de graça para Wilco. Após fazer um streaming do álbum na Internet, Wilco o vendeu para a gravadora Nonesuch Records em 2002. Ambas as gravadoras são subsidiárias da Warner Music Group, o que fez levar a uma crítica que dizia que o álbum mostrou "como os negócios musicais estavam desorganizados no início do século XXI." Yankee Hotel Foxtrot é o lançamento mais bem sucedido de Wilco, vendendo mais de 590 mil cópias. Wilco ganhou dois Grammy Awards pelo seu quinto álbum de estúdio, A Ghost Is Born (2004), incluindo o Grammy de Melhor Álbum de Música Alternativa. A banda lançou seu sétimo álbum de estúdio, Wilco (The Album), em 30 de junho de 2009.
Em 1998 e 2000, o Wilco gravou os álbuns Mermaid Avenue e Mermaid Avenue Vol. II com o conceituado musico inglês Billy Bragg, ambos os registros trazem letras do musico americano de folk Woody Guthrie.

## Discografia

### Álbuns de estúdio
- A.M. (28 de Marcço de 1995)
- Being There (29 de Outubro de 1996)
- Summerteeth (9 de Março de 1999)
- Yankee Hotel Foxtrot (23 de Abril de 2002)
- A Ghost Is Born (22 de Junho de 2004)
- Sky Blue Sky (15 de Maio de 2007)
- Wilco (The Album) (30 de Junho de 2009)
- The Whole Love (27 de setembro de 2011)
- Star Wars (16 de julho de 2015)
- Schmilco (9 de setembro de 2016)
- Ode to Joy (4 de outubro de 2019)
- Cruel Country (27 de maio de 2022)
- Cousin (29 de setembro de 2023)

Álbuns ao vivo
- Kicking Television: Live in Chicago (15 de Novembro de 2005)

Com Billy Brag
- Mermaid Avenue (1998)
- Mermaid Avenue Vol. II (2000)